# مصطفى الفادني
مصطفى أحمد سعيد الفادني لاعب كرة قدم سوداني دولي يلعب حالياً كمدافع لنادي الأهلي شندي.
لعب سابقاً لأندية الهلال وأهلي الخرطوم. وشارك مع المنتخب الوطني في كأس الأمم الأفريقية 2021. كما شارك مع منتخب الشباب في كأس الأمم الأفريقية تحت 20 سنة في عام 2017 والتي أقيمت في زامبيا.

## الإنجازات

### مع الهلال
- الدوري السوداني الممتاز (2): 2016، 2017.
- كأس السودان (1): 2017.

## وصلات خارجية
- مصطفى الفادني على موقع World Football